# Mỹ vị hầm ngục
Mỹ vị hầm ngục (Nhật: ダンジョン飯 Hepburn: Danjon Meshi) là một bộ manga tiếng Nhật do Kui Ryōko sáng tác và đăng tải trên tạp chí Harta của Enterbrain từ năm 2014 đến năm 2023. Bộ truyện đã được IPM phát hành tại Việt Nam kể từ năm 2022. Phiên bản anime do Trigger sản xuất được lên sóng truyền hình từ tháng 1 năm 2024.

## Nội dung
Trong một thế giới giả tưởng về khám phá ngục tối, các bang hội tiến hành thám hiểm hầm ngục để đột kích với hy vọng tìm thấy Vương quốc Vàng bí ẩn, được cho là kho báu của một hòn đảo ngục tối nào đó. Câu chuyện bắt đầu khi một nhóm sáu nhà thám hiểm cố gắng giết một con rồng đỏ; tuy nhiên, họ buộc phải trốn thoát, mất đi một thành viên là em gái của thủ lĩnh, Falin vì cô bị con rồng ăn mất. Sau thất bại này, hai thành viên trong nhóm rời đi để gia nhập một nhóm thám hiểm khác, chỉ còn lại thủ lĩnh Laios (một dũng sĩ cao lớn), Chilchuck (thợ khóa bẫy Halfling) và Marcille (một pháp sư yêu tinh) đau buồn vì Falin nên cả nhóm cố gắng tìm thấy xác cô trước khi bị tiêu hóa hoàn toàn trong bụng con rồng.
Với phần lớn nguồn thực phẩm cung cấp cũng bị bỏ lại trong hầm ngục, nhiệm vụ của họ dường như không thể thực hiện được - cho đến khi Laios đề nghị họ tự duy trì bản thân bằng cách tìm thức ăn bên trong hầm ngục. Laios đã bí mật muốn ăn thịt ma vật trong ngục tối từ lâu nên tính tặng Chilchuck và Marcille một cuốn sách nấu ăn về cách chế biến các bữa ăn từ ma vật nhằm thuyết phục họ về kế hoạch của mình. Họ đồng ý một cách miễn cưỡng và quay trở lại hầm ngục. Tầng đầu tiên có đầy những nhà thám hiểm và giống như một khu chợ; đây là nơi nhóm gặp gỡ và Senshi chấp nhận tham gia, một người lùn có 10 năm kinh nghiệm duy trì bản thân trong hầm ngục bằng cách nấu ma vật để ăn và thu hoạch chúng làm nguyên liệu.
Sau đó, câu chuyện kể chi tiết về chuyến du hành của họ qua hầm ngục, môi trường, cạm bẫy và ma vật mà họ gặp phải cũng như các món ăn mà họ làm ra. Những cái hay và kinh khủng của những bữa ăn này cũng như phản ứng của các nhân vật đối với chúng, mang đến một trong những niềm vui cho người xem.

## Nhân vật

### Nhóm của Laios
Laios Touden (ライオス Raiosu Tōden)
Lồng tiếng bởi: Kumagai Kentarō
Từ tộc "Tallman" (トールマン, tōruman), hay con người, phải dấn thân sâu vào ngục tối để giải cứu em gái Falin của mình trước khi cô bị con rồng đỏ tiêu hóa. Laios là một chiến binh mạnh mẽ và là thủ lĩnh của nhóm, nhưng cũng là người thiếu tế nhị. Anh là một người rất điềm tĩnh và dịu dàng, luôn hào hứng thử những món ăn quái vật khác nhau, sử dụng kiến thức thu được từ việc nấu quái vật để phát triển các kỹ thuật đánh bại chúng và anh có tật nói rất nhanh khi bị kích động.
Marcille Donato (マルシル Marushiru Donatō)
Lồng tiếng bởi: Senbongi Sayaka
Một pháp sư nửa yêu tinh chiến đấu bằng phép thuật từ một cây trượng gỗ. Cô là một người thận trọng, thường do dự và thậm chí đôi khi không muốn ăn thịt những con quái vật dù đã chế biến cho dễ ăn. Cô rất thành thạo các loại phép thuật khác nhau và thường có thể thực hiện các phép thuật phức tạp hoặc có sức mạnh cao mà không cần chuẩn bị nhiều, mặc dù kỹ năng của cô hay bị đồng đội đánh giá thấp. Cô vẫn ở lại nhóm Laios để cứu Falin.
Chilchuck Tims (チルチャック Chiruchakku Timuzu)
Lồng tiếng bởi: Asuna Tomari
Một "halt-foot" (ハーフフット, hāfufutto), hay người halfling, cậu là thợ kiểm tra khóa bẫy có sự khéo léo và giác quan nhạy bén. Chilchuck vô hiệu hóa bẫy, tìm ra những lối đi ẩn nấp cho cả nhóm. Cậu là một người nhạy cảm và thường xuyên khiển trách Laios vì hành vi thiếu khôn ngoan và nỗi ám ảnh về việc ăn quái vật, nhưng trong sâu thẳm cậu thực sự quan tâm đến những người bạn đồng hành của mình. Cậu không thích khi người khác chiếm lấy công việc của mình hoặc chấp nhận những rủi ro không cần thiết. Cậu thường tránh chiến đấu, nhưng có thể sử dụng cung tên. Cậu vẫn chấp nhận ở lại của nhóm Laios dù cậu sợ.
Senshi (センシ)
Lồng tiếng bởi: Naka Hiroshi
Một chiến binh người lùn mới tham gia vào nhóm Laios để có thể thực hiện ước mơ nấu con rồng đỏ trong khi cả nhóm chuẩn bị lên đường đi tiêu diệt. Senshi có kiến thức sâu rộng về ngục tối và những con quái vật trong đó, đồng thời là một đầu bếp lão luyện. Ông thường chiến đấu bằng một chiếc rìu lớn, nhưng luôn mang theo một cái nồi và dụng cụ nấu nướng để ông đảm bảo cả nhóm được ăn uống đầy đủ và có chế độ ăn uống cân bằng nhằm giúp họ vượt qua ngục tối.
Izutsumi (イヅツミ Izutsumi)
Lồng tiếng bởi: Mitsuho Kanbe
Một cô gái bị bắt cóc và biến thành người thú khi cô mới 6 tuổi. Cô ấy có hình dạng giống với bản chất của con mèo (tai, mắt, đuôi và móng tay đều bị). Sau khi cha của Toshiro mua cô, cô đi du hành cùng họ cho đến khi gặp nhóm của Laios, sau đó cô tham gia cùng họ để tìm cách chữa trị cho cơ thể mình. Cô thích tự lập, kiêu ngạo do không được dạy dỗ đàng hoàng và thờ ơ, nhưng sẽ bảo vệ những người bạn đồng hành của mình khi cần thiết.
Kensuke (ケン助 Kensuke)
Một sinh vật giống động vật thân mềm sống trong những "bộ giáp sống" và điều khiển chúng, nó trốn trong thanh kiếm được Laios sử dụng để thay thế thanh kiếm ban đầu đã hư hỏng của anh. Nó bồn chồn khi cảm nhận được quái vật, nhưng cũng thỉnh thoảng bỏ chạy khi vô cùng sợ hãi và không thể rút khỏi bao kiếm khi kêu lạch cạch quá nhiều. Độ nhạy cảm của nó khiến nó không đáng tin cậy nhưng lại hữu ích cho Laios khi khám phá ngục tối.
Những thành viên cũ của nhóm Laios
Falin Touden (ファリン Farin Tōden)
Lồng tiếng bởi: Hayami Saori
Một spell-caster cao lớn và là em gái của Laios, người đã bị con rồng đỏ ăn thịt ở dưới đáy ngục tối sau khi sử dụng phép thuật của mình để dịch chuyển những người còn lại trong nhóm đến nơi an toàn. Laios và nhóm của anh đang trên hành trình giải cứu và hồi sinh cô trước khi chu kỳ tiêu hóa kéo dài một tháng của rồng kết thúc và không thể hồi sinh được nữa. Cô có một khả năng độc đáo là giao tiếp với các hồn ma, sử dụng nó để giữ an toàn cho nhóm và loại bỏ những hồn ma điều khiển xác chết. Cô là một người hiền lành, có chung tình yêu với quái vật như anh trai mình.
Namari (ナマリ)
Lồng tiếng bởi: Miki Akira
Một chiến binh người lùn thô lỗ và là thành viên ban đầu của nhóm Laios, người đã rời đi để làm việc với nhóm Tances. Cô là chuyên gia về vũ khí và am hiểu về các loại kim loại.
Shuro (シュロー Shurō) / Nakamoto Toshirō (半本 俊朗)
Lồng tiếng bởi: Kawada Shinji
Một chiến binh cao lớn đến từ một hòn đảo xa xôi, là thành viên của một gia đình quý tộc. Anh quyết định khám phá ngục tối để cải thiện kỹ năng của mình và yêu Falin sau khi nhìn cô quan sát một con sâu bướm. Sau "cái chết" của Falin và rời khỏi nhóm của Laios, anh quay trở lại ngục tối cùng với một số thuộc hạ, bao gồm cả Izutsumi, để giải cứu cô. Anh là người dè dặt và thường là nạn nhân của Laios vì cái tính thiếu hiểu biết xã hội và cái thói bất lịch sự.

### Nhóm của Kabru
Kabru (カブルー Kaburū)
Lồng tiếng bởi: Katō Wataru 
Là thủ lĩnh của nhóm, Kabru là một người cao lớn với làn da ngăm đen, mái tóc đen và đôi mắt xanh. Kabru là một chàng trai trẻ có nghị lực và phân tích, có ý thức mạnh mẽ về công lý. Kabru có kỹ năng chiến đấu vô cùng đáng gờm. Anh có thể tấn công các điểm quan trọng của đối thủ một cách dễ dàng và thậm chí còn thành thạo nhiều loại vũ khí, kiếm, dao găm và thậm chí cả giáo. Mặc dù muốn chạm tới đáy ngục tối và giải quyết những bí ẩn của nó nhưng nhóm của anh không mạnh lắm và đã bị "xóa sổ" nhiều lần. Anh cực ghét chiến đấu với ma vật và cả việc ăn chúng nhưng anh lại giỏi đối đầu với con người vì anh nghĩ con người dễ đối phó hơn là ma vật trong hầm ngục.
Rinsha (リンシャ)
Lồng tiếng bởi: Takahashi Rie
Rinsha Fana (リンシャ・ファナ, Rinsha Fana), thường được gọi là Rin (りん Rin). Cô ấy là thành viên trong nhóm của Kabru. Cô tin tưởng Kabru là thủ lĩnh nhóm của mình, nhưng thường giao nhiệm vụ cho anh khi cô cảm thấy anh quá mềm mỏng với người khác hoặc chính mình. Rin dường như sử dụng ma pháp về điện. Cô cũng có tình cảm thầm kín với Kabru.
Mickbell (ミックベル Mikkuberu)
Lồng tiếng bởi: Tomita Miyu
Mickbell Tomas (ミックベル, Mikkuberu), còn được gọi là Mick (ミック, Mikku) là một thành viên half-foot trong nhóm của Kabru. Mickbell là một người hèn nhát và trẻ con, chạy trốn khỏi những tình huống mà anh cảm thấy mình có thể bị thương, đồng thời than vãn và phàn nàn khi mọi thứ không theo ý mình. Mặc dù vậy, anh vẫn giúp đỡ và tôn trọng các đồng đội của mình, lắng nghe lời khuyên của Kabru.
Kuro (クロ)
Lồng tiếng bởi: Nara Tōru
Là một chiến binh Á nhân Kobold và là thành viên trong nhóm của Kabru. Anh có hình dáng giống chó shiba với bộ lông màu đen và những vệt trắng. Kuro không quan tâm đến danh dự hay sự giàu có từ ngục tối, thay vào đó Kuro tìm thấy niềm vui khi đi lang thang và khám phá nhiều quốc gia khác nhau cùng Mickbell, chủ của mình. Trong trận chiến, Kuro sử dụng cả đoản kiếm và khả năng cắn của mình để tấn công kẻ thù.
Holm (ホルム Horumu)
Lồng tiếng bởi: Hirose Yūya
Anh là một trong hai người sử dụng phép thuật trong nhóm của Kabru, người còn lại là Rin. Holm là một giáo sĩ Gnome và có phong thái thoải mái nhưng có thể gay gắt khi đánh giá người khác. Trong chiến đấu, anh thường sử dụng các linh hồn nguyên tố như thần linh để chiến đấu vì mình. Ngoài chiến đấu, anh có thể thực hiện phép hồi sinh.
Daya (ダイア Daia)
Lồng tiếng bởi: Kawamura Kei
Là thành viên trong nhóm của Kabru. Daya là một chiến binh người lùn và vũ khí chính của cô ấy là một chiếc rìu. Giống như các thành viên khác trong nhóm của mình, Daya hoàn toàn tin tưởng Kabru như một thủ lĩnh tài ba.

### Khác
Thistle/Sissel (シスル Shisuru)
Lồng tiếng bởi: Kobayashi Yū
Sissel (trong bản dịch tiếng anh của Yen Press) trong khi bản manga Nhật chính thức, tên hắn là Thistle. Pháp sư điên cuồng (狂乱の魔術師, Kyōran no majutsu-shi) là pháp sư elf chịu trách nhiệm tạo ra hầm ngục nơi Vua Delgal trị vì trong thời kỳ Hoàng kim, vì sở hữu làn da nâu cùng đôi mắt tím và mái tóc bạc buộc thành bím quanh đầu nên có thể hiểu nhầm là con gái. Là người cai quản hầm ngục, Thistle có quyền lực rất lớn đối với cả cấu trúc và những con quái vật sống ở đó (như Rồng đỏ). Tuổi thọ của hắn cũng được kéo dài nhờ sức mạnh của ngục tối (hơn 1000 ngàn năm tuổi).

## Manga
Mỹ vị hầm ngục do Kui Ryōko sáng tác và được đăng tải trên tạp chí manga Harta của nhà xuất bản Enterbrain từ ngày 15 tháng 2 năm 2014 cho đến ngày 15 tháng 9 năm 2023. Tập manga đầu tiên được phát hành vào ngày 15 tháng 1 năm 2015.
IPM mua bản quyền và phát hành bộ truyện tại Việt Nam kể từ năm 2022. Tại Bắc Mỹ, Yen Press đã phát hành bản dịch tiếng Anh của bộ truyện kể từ năm 2016.
Danh sách tập truyện
| #  | Phát hành tiếng Nhật | Phát hành tiếng Nhật | Phát hành tiếng Việt | Phát hành tiếng Việt |
| #  | Ngày phát hành       | ISBN                 | Ngày phát hành       | ISBN                 |
| -- | -------------------- | -------------------- | -------------------- | -------------------- |
| 1  | 15 tháng 1, 2015     | 978-4-04-730153-5    | 8 tháng 7, 2022      | 978-604-361-677-4    |
| 2  | 12 tháng 8, 2015     | 978-4-04-730676-9    | 8 tháng 8, 2022      | 978-604-361-678-1    |
| 3  | 12 tháng 8, 2016     | 978-4-04-734243-9    | 8 tháng 9, 2022      | 978-604-361-679-8    |
| 4  | 15 tháng 2, 2017     | 978-4-04-734417-4    | 8 tháng 10, 2022     | 978-604-361-680-4    |
| 5  | 10 tháng 8, 2017     | 978-4-04-734631-4    | 8 tháng 11, 2022     | 978-604-361-681-1    |
| 6  | 13 tháng 4, 2018     | 978-4-04-735131-8    | 8 tháng 12, 2022     | 978-604-361-682-8    |
| 7  | 12 tháng 4, 2019     | 978-4-04-735639-9    | 8 tháng 1, 2023      | 978-604-361-683-5    |
| 8  | 14 tháng 9, 2019     | 978-4-04-735626-9    | 6 tháng 2, 2023      | 978-604-361-684-2    |
| 9  | 15 tháng 5, 2020     | 978-4-04-736116-4    | 25 tháng 8, 2023     | 978-604-476-171-8    |
| 10 | 13 tháng 2, 2021     | 978-4-04-736274-1    | 20 tháng 9, 2023     | 978-604-476-173-2    |
| 11 | 15 tháng 9, 2021     | 978-4-04-736622-0    | 1 tháng 10, 2023     | 978-604-476-175-6    |
| 12 | 10 tháng 8, 2022     | 978-4-04-737046-3    | 22 tháng 11, 2023    | 978-604-476-177-0    |
| 13 | 15 tháng 12, 2023    | 978-4-04-737456-0    |                      |                      |
| 14 | 15 tháng 12, 2023    | 978-4-04-737740-0    |                      |                      |

## Anime
Phiên bản anime lần đầu được công bố vào tháng 8 năm 2022. Xưởng phim Trigger đảm nhận sản xuất hoạt họa, Miyajima Yoshihiro là đạo diễn của anime, Ueno Kimiko biên kịch, Takeda Naoki thiết kế nhân vật, Mitsuda Yasunori và Tsuchiya Shunsuke soạn nhạc nền. Bump of Chicken thể hiện bài hát mở đầu là "Sleep Walking Orchestra", Ryokuoushoku Shakai thể hiện bài hát kết thúc là "Party!!".Bài hát mở đầu thứ hai là "Unmei" (運命, "Destiny"), do Sumika trình bày, trong khi bài hát kết thúc thứ hai là "Kirakira no Hai" (キラキラの灰, "Glittering Ashes"), được trình bày bởi Regal Lily.
Bộ anime bắt đầu lên sóng truyền hình Nhật Bản từ ngày 4 tháng 1 năm 2024. Netflix phát hành anime trực tuyến trên toàn cầu với nhiều bản lồng tiếng có sẵn.
Mùa thứ hai đã được công bố.

#### Danh sách tập phim
| Số tập | Tựa đề                                                                 | Ngày phát sóng gốc |
| ------ | ---------------------------------------------------------------------- | ------------------ |
| 1      | "Mizutaki / Tart" (水炊き/タルト)                                      | 4 tháng 1, 2024    |
| 2      | "Roast Basilisk/Omelet/Kakiage" (ローストバジリスク/オムレツ/かき揚げ) | 11 tháng 1, 2024   |
| 3      | "Ugoku Yoroi" (動く鎧)                                                 | 18 tháng 1, 2024   |
| 4      | "Kyabetsu Ni / Ōku" (キャベツ煮 / オーク)                              | 25 tháng 1, 2024   |
| 5      | "Oyatsu / Sorube" (おやつ / ソルベ)                                    | 1 tháng 2, 2024    |
| 6      | "Kyūtei Ryōri / Shioyude" (宮廷料理 / 塩茹で)                          | 8 tháng 2, 2024    |
| 7      | "Kelpie / Zōsui / Kabayaki" (水棲馬 / 雑炊 / 蒲焼き)                   | 15 tháng 2, 2024   |
| 8      | "Kiichigo / Yakiniku" (木苺 / 焼き肉)                                  | 22 tháng 2, 2024   |
| 9      | "Tentakurusu / Shichū" (テンタクルス/ シチュー)                        | 28 tháng 2, 2024   |
| 10     | "Ōgaeru / Chijōnite" (大ガエル/ 地上にて)                              | 7 tháng 3, 2024    |
| 11     | "Reddo Doragon Ichi" (炎竜１)                                          | 14 tháng 3, 2024   |
| 12     | "Reddo Doragon Ni" (炎竜２)                                            | 21 tháng 3, 2024   |
| 13     | "Reddo Doragon San / Ryōyaku" (炎竜3 / 良薬)                           | 28 tháng 3, 2024   |
| 14     | "Sea Serpent" (シーサーペント)                                         | 4 tháng 4, 2024    |
| 15     | "Dryad / Cockatrice" (ドライアド / コカトリス)                         | 11 tháng 4, 2024   |
| 16     | "Sōjiya / Mirin Boshi" (掃除屋 / みりん干し)                           | 18 tháng 4, 2024   |
| 17     | "Sōjiya / Chimera" (ハーピー / キメラ)                                 | 25 tháng 4, 2024   |
| 18     | "Shapeshifter" (シェイプシフター)                                      | 2 tháng 5, 2024    |
| 19     | "Yamanba / Muma" (山姥 / 夢魔)                                         | 9 tháng 5, 2024    |
| 20     | "Ice Golem / Barometz" (イスゴーレム / バロメッツ)                     | 16 tháng 5, 2024   |
| 21     | "Tamago / Ōgonkyō" (卵 / 黄金郷)                                       | 23 tháng 5, 2024   |
| 22     | "Griffin / Tsukaima" (グリフィン / 使い魔)                             | 30 tháng 5, 2024   |
| 23     | "Griffin no Soup / Dumplings 1" (グリフィンのスープ / ダンプリング1)   | 6 tháng 6, 2024    |
| 24     | "Dumplings 2 / Bacon Egg" (ダンプリング2 / ベーコンエッグ))            | 13 tháng 6, 2024   |

### Các phương tiện khác
Vào năm 2017, một bộ phim hoạt hình stop motion có phụ đề Senshi's Easy Cooking! (センシのかんたんクッキング! , Senshi no Kantan Kukkingu!), được phát hành trên YouTube để kỷ niệm việc phát hành tập thứ năm của manga. Vào năm 2019, một quảng cáo hoạt hình do Trigger sản xuất đã được phát hành để quảng cáo cho tập thứ tám của manga. 
Vào ngày 9 tháng 1 năm 2024, có thông báo rằng một nhà hàng tạm thời sẽ được thành lập ở Shibuya tại không gian sự kiện n_space, nơi sẽ trưng bày các món ăn được mô tả trong manga, từ ngày 18 đến ngày 21 tháng 1. Một số du khách được tặng những gói mì ramen được cho là "làm" từ con Rồng đỏ.

## Tiếp nhận

### Manga
Tính đến tháng 8 năm 2017, bốn tập đầu tiên đã bán được hơn 2 triệu bản in. Tính đến tháng 12 năm 2023, bộ truyện đã bán được tổng cộng hơn 10 triệu bản.
Tập 1 đạt vị trí thứ 11 trên bảng xếp hạng manga Oricon hàng tuần và là tập manga bán chạy thứ 87 tại Nhật Bản từ ngày 17 tháng 11 năm 2014 đến ngày 17 tháng 5 năm 2015, với 315.298 bản được bán ra. Tính đến ngày 16 tháng 8 năm 2015, nó đã bán được 381.614 bản. Tập 2 đạt vị trí thứ 3 trên bảng xếp hạng và tính đến ngày 17 tháng 9 năm 2015, đã bán được 362.906 bản. Tính đến tháng 8 năm 2017, 4 tập đầu tiên đã có hơn 2 triệu bản in. 
Bộ manga được chọn là bộ manga hay thứ 13 của năm 2015 theo bảng xếp hạng manga Sách của năm của tạp chí Da Vinci. Cuốn sách Kono Manga ga Sugoi! năm 2016 đã xếp bộ truyện ở vị trí thứ nhất trong danh sách 20 manga hàng đầu dành cho độc giả nam. Manga cũng được đề cử hai lần cho Giải thưởng Manga Taishō vào năm 2016 và năm 2019.Năm 2024, bộ manga đã giành được giải Truyện tranh hay nhất của Giải thưởng Seiun lần thứ 55. 

### Anime
Trên trang web tổng hợp đánh giá Rotten Tomatoes, 100% trong số năm bài đánh giá của nhà phê bình là tích cực và có 93% tỷ lệ tán thành của khán giả dựa trên 50 bài đánh giá. Trong giải thưởng Anime Corner của Mùa đông năm 2024, sê-ri đã giành được thể loại Phiêu lưu hay nhất và Hài kịch hay nhất, dựa trên 62.120 phiếu bầu. 